# 徳利

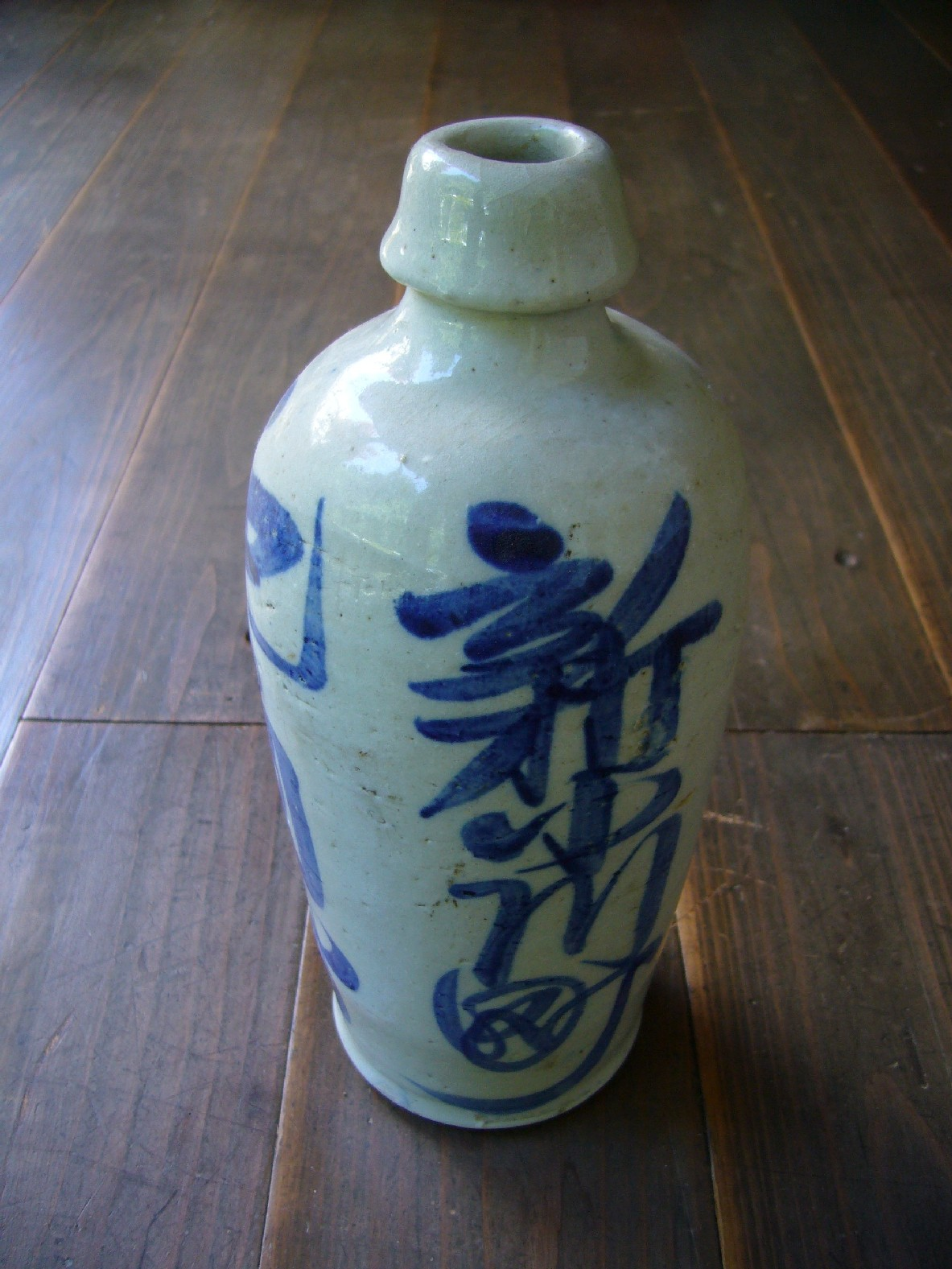
徳利（通徳利）

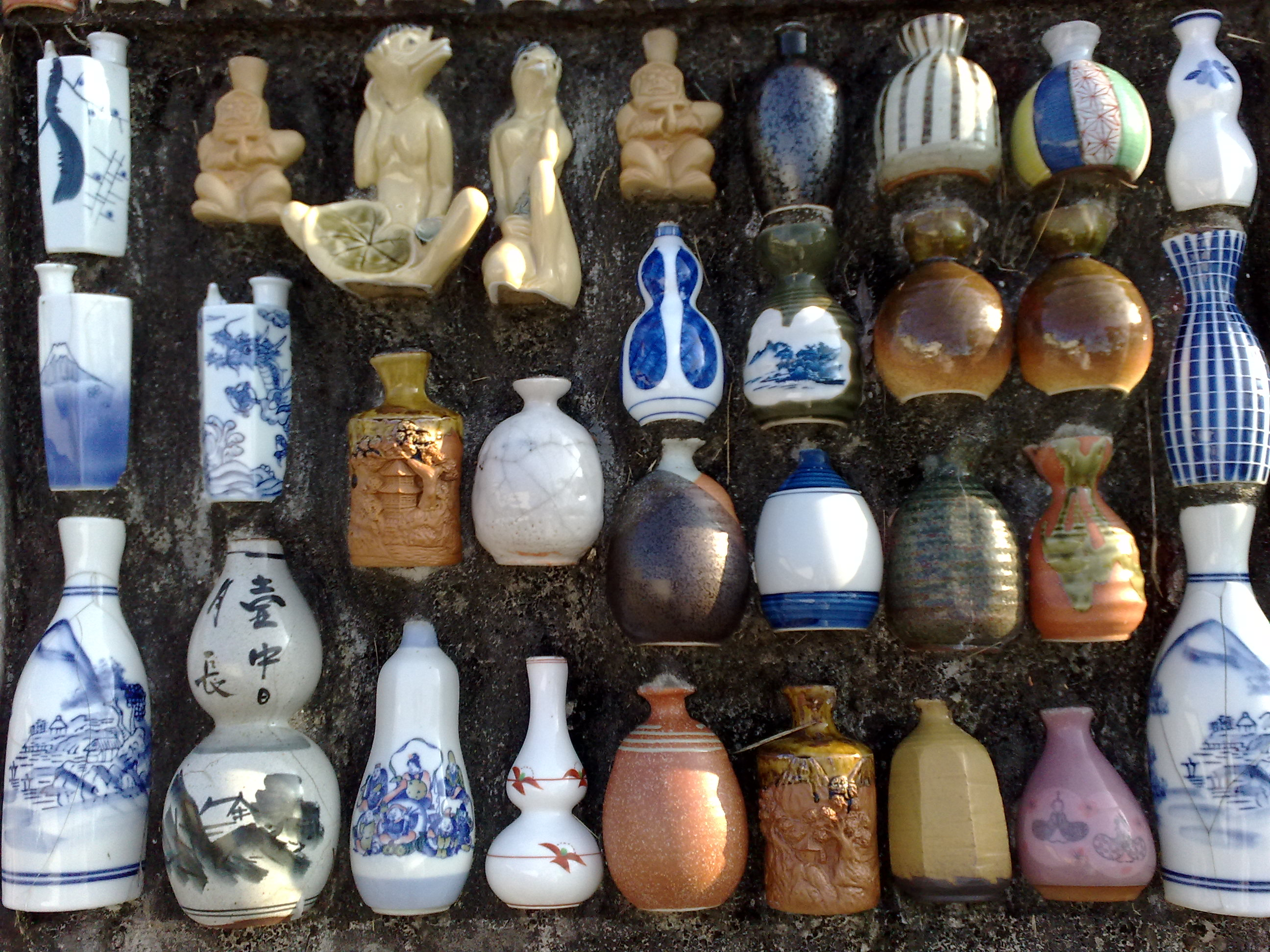
様々な徳利

徳利（とっくり、とくり）とは、日本酒などを入れて注ぐための首が細く下部が膨らんだ容器の一種。徳利を置くための受け皿は袴と呼ばれる。

## 概要

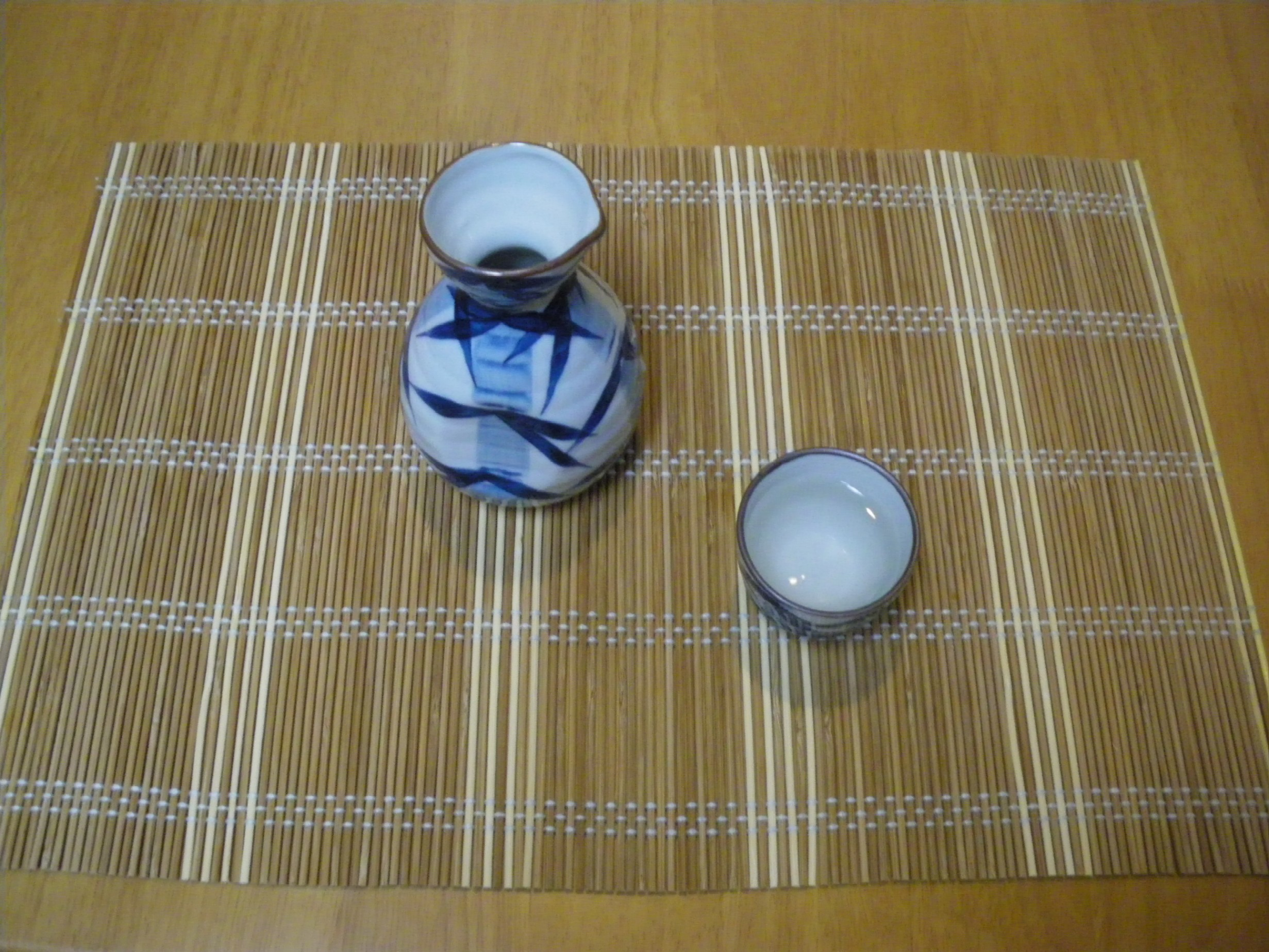
一合徳利とお猪口

酒を注ぐための徳利には酒をお供えするための神酒徳利と一般的な酒徳利がある。
平安時代には酒を注ぐための酒器として、胴部が丸く細くなった口をもつ壺状の瓶子（へいし）や鍋に注ぎ口（つぎぐち）を付けた鐺子（さしなべ）があった。このうち瓶子は鎌倉時代から室町時代にかけて陶製の瀬戸焼のものや木製の根来塗のものが用いられたが、それは形態面で後世の陶器の徳利に受け継がれた。
一方、鐺子（さしなべ）は時代が下ると、本体に弦（つる）を付けた提子（ひさげ）と本体に長柄を付けた銚子（ちょうし）に分化したが、両方とも銚子（ちょうし）と称することが多かった（厳密には小さな鍋に長柄を付けたものが「銚子」、小さな鍋に弦をつけた土瓶型のものは「提子」と説かれる）。そこに江戸末期になって陶製の燗徳利が出現し、明治時代にはこの燗徳利も銚子と称されるようになった。なお、陶製の徳利を「すず」と呼ぶことがあるのは、この徳利型の酒器が本来は錫製であったことに由来するとされる。

## 用途
徳利には酒を温めるための燗徳利と、酒などの小売や運搬に用いられた通い徳利（貸し徳利、貧乏徳利）がある。

### 燗徳利
燗徳利は使用法により、湯につけて用いる湯燗、直接火にかける直燗、囲炉裏の灰に差し込む焙り燗がある。また、絵付けによって葡萄燗、海老徳利、栗徳利などの名称がある。形態では、角徳利、傘徳利、茶筅形徳利、捩徳利、船徳利、蕪徳利、鎧徳利、らっきょう徳利、蝋燭徳利などがある。また特殊なものに細工を施した猩々徳利や布袋徳利、水に浮くようにした浮き徳利がある。
19世紀初頭の黄表紙や滑稽本には燗徳利は描かれておらず、天保年間になり瀧亭鯉丈らの『花暦八笑人』四編追加上之巻には燗徳利とみられる酒器が描かれ、同五編上之巻には屋形船で燗徳利とみられる酒器で湯燗する様子が描かれている。

### 小売用
酒屋が貸し出していた陶磁製の小売用容器は通い徳利と呼ばれ江戸時代中期に一般化した。このように小売用に貸し出した陶磁器の容器は、通い徳利のほか、貧乏徳利や貸し徳利とも称された。
なお、江戸時代には酒だけでなく、酢や醬油などの容器としても用いられた（醤油徳利、油徳利など）。蕎麦店などではそばつゆを徳利（蕎麦徳利）に入れて供することも多い。

## 文化

### 落語
徳利は落語にも多く登場し、備前徳利、御神酒徳利など、「徳利」の名を持つ演目も存在する。このように、かつて徳利は伝統的な液体容器として生活に密着した道具であった。

### トックリコロガシ
大阪の被差別部落で行なわれていた婚姻習俗で、徳利を転がす婚約成立の儀礼。仲人が娘の家に行って縁談を調えると、男側の仲間たちが簡単な酒肴を携えて娘の家へ行き、娘の親や親戚、仲人らと盃を交わし、飲み終わると、徳利（または一升瓶）を倒してころころと転がす。これが済むと原則として破談にはできず、男は結婚式までの数か月、あるいは一年以上、公然と娘の家へ通って関係を持つことができる。また、各地に死者の部屋で徳利をまわしたり、ザルを転がすザルコロガシの習俗がある。

## 同用途品
銚釐(ちろり）
京阪地方では、湯婆（タンポ）ともいう。
中国から伝わった酒を温めるのに用いる金属製の徳利。
イカ徳利
スルメイカを徳利状に形成乾燥させたものは「イカ徳利」と呼ばれ、酒器であると同時に、それ自体つまみとして食用となる。